# Hrvatski malonogometni kup 2015./16.
Hrvatski malonogometni kup za sezonu 2015./16. Natjecanje je osvojio Split Tommy.

## Rezultati

### Osmina završnice
| klub1                  | klub2                 | rezultati       |
| ---------------------- | --------------------- | --------------- |
| Crnica Šibenik         | Nacional Zagreb       | 1:5, 2:9        |
| Futsal Dinamo Zagreb   | Square Dubrovnik      | 3:0, 1:2        |
| Vinkovci               | Kijevo Knin           | 8:4, 2:10       |
| Vrgorac                | Uspinjača Zagreb      | 4:3, 3:5 (prod) |
| Potpićan ’98 AD Tokić  | Porto Tolero Ploče    | 4:7, 1:7        |
| Osijek Kelme           | Mejaši Split          | 5:2, 7:3        |
| Petrinjčica (Petrinja) | Novo Vrijeme Makarska | 4:11, 3:10      |

### Završni turnir
Igrano od 22. do 24. travnja 2016. u Zagrebu u dvorani Sutinska Vrela.
| klub1            | rez.            | klub2                 |
| četvrtzavršnica  | četvrtzavršnica | četvrtzavršnica       |
| ---------------- | --------------- | --------------------- |
| Kijevo Knin      | 7:3             | Novo Vrijeme Makarska |
| Uspinjača Zagreb | 5:4             | Porto Tolero Ploče    |
| Nacional Zagreb  | 6:3             | Osijek Kelme          |
| Split Tommy      | 6:4             | Futsal Dinamo Zagreb  |
|                  |                 |                       |
| poluzavršnica    |                 |                       |
| Nacional Zagreb  | 7:4             | Kijevo Knin           |
| Split Tommy      | 3:1             | Uspinjača Zagreb      |
|                  |                 |                       |
| završnica        |                 |                       |
| Nacional Zagreb  | 2:4             | Split Tommy           |

## Poveznice
- Prva hrvatska malonogometna liga 2015./16.
- Druga hrvatska malonogometna liga 2015./16.